# Chéhéry
Chéhéry är en kommun i departementet Ardennes i regionen Grand Est (tidigare regionen Champagne-Ardenne) i nordöstra Frankrike. Kommunen ligger  i kantonen Sedan-Ouest som ligger i arrondissementet Sedan. År 2018 hade Chéhéry 120 invånare.

## Befolkningsutveckling
Antalet invånare i kommunen Chéhéry
Referens: INSEE